# توماس هانسن
توماس هانسن (بالدنماركية: Thomas Hansen)‏ (18 يناير 1983 الدنمارك - ) هو لاعب كرة قدم دانمركي، يلعب كمدافع، لعب 167 مباراة وسجل 6 أهداف.

## مسيرته

### مسيرته مع الأندية
- 2003 - 2005 لعب مع نادي بروندبي 17 مباراة سجل خلالها هدفين.
- 2005 - 2007 لعب مع آرهوس جمناستيك فورينينغ 27 مباراة.
- 2007 - 2011 لعب مع نادي سيلكيبورج 54 مباراة سجل خلالها هدف.
- 2011 - 2013 لعب مع نادي سوندرييسكه 41 مباراة سجل خلالها 3 أهداف.
- 2013 - 2014 لعب مع Brønshøj Boldklub [الإنجليزية]‏ 28 مباراة.

## روابط خارجية
- توماس هانسن على موقع قاعدة بيانات كرة القدم.إي يو (الإنجليزية)
- توماس هانسن على موقع Soccerway.com (الإنجليزية)